# Криволукська
Криволу́кська (рос. Криволукская) — присілок у складі Ялуторовського району Тюменської області, Росія.
Населення — 432 особи (2010, 443 у 2002).
Національний склад станом на 2002 рік:
- росіяни — 92 %